# Norbert Wolscht
Norbert Wolscht (ur. 27 października 1943 w Gryfowie Śląskim; zm. 28 lipca 1964 in Poczdamie) – ofiara śmiertelna Muru Berlińskiego zmarła wskutek utonięcia w Haweli podczas próby ucieczki do Berlina Zachodniego. 

## Życiorys
Norbert Wolscht urodził się w Gryfowie Śląskim. Po zakończeniu drugiej wojny światowej i przejęciu miejscowości przez polską administrację, pozbawiona znajdującego się w niewoli ojca rodzina zmuszona została do jej opuszczenia. Po krótkotrwałym pobycie w Zgorzelcu osiedliła się ostatecznie w saksońskim Freiberg, gdzie mieszkali także jej krewni. Tam Wolscht poznał również swojego przyszłego towarzysza ucieczki – Rainera Gneisera. Po ukończeniu szkoły rozpoczął naukę zawodu tokarza, marząc jednocześnie o życiu na południu Afryki. Od lata 1963 r. wraz z mającym już na koncie nieudaną ucieczkę z NRD Gneiserem planował osobistą próbę opuszczenia kraju. Wspólnie trenując i pływając obaj rozpoczęli także konstruowanie odpowiedniego sprzętu do nurkowania.
25 lipca 1964 r. obaj mężczyźni pod pozorem chęci biwakowania udali się motocyklem w kierunku Poczdamu. Celem ich było przypuszczalnie podwodne przepłynięcie z mieszczącego się tam jeziora Tiefer See przez wody Haweli do Berlina Zachodniego. Zwłoki Wolschta znalezione zostały przez żołnierzy wojsk granicznych NRD 28 lipca, tydzień później na nabrzeżu Haweli przy dzielnicy Poczdamu Babelsberg natrafiono również na ciało Rainera Gneisera. Przeprowadzona obdukcja wykazała, że śmierć Wolschta nastąpiła 28 lipca około godziny 2:00 nad ranem z powodu zatrucia tlenkiem węgla – zbudowane samodzielnie urządzenie nie zapewniło prawidłowego filtrowania owej substancji. Dochodzenie policyjne zostało jednoznacznie zakończone stwierdzeniem, iż ofiary zmarły wyłącznie na skutek nieszczęśliwego wypadku. 
Jako ostatni udokumentowany znak życia Norberta Wolschta zabezpieczono list przewozowy z 27 lipca, wraz z którym zmarły odesłał do rodziców części wyposażenia campingowego.